# Conquête musulmane de la Géorgie
Batailles
La conquête musulmane de la Géorgie (arabe : الحكم الإسلامي في جورجيا alhukm al'iislamiu fi Jurjia) ou la conquête arabe de la Géorgie (géorgien : არაბობა საქართველოში araboba sakartveloshi) est l'invasion et l'occupation de la région byzantine de Géorgie (arabe : جورجيا, 'Jurjia') par les armées arabes musulmanes de 645 à 1122, dans la continuité de la conquête de l'Arménie.
La domination arabe de la Géorgie se réfère à la période de l'histoire de la Géorgie où dès 645, les armées musulmanes qui viennent de se débarrasser des Perses Sassanides, arrivent aux pieds du Caucase en occupant Dvin, la capitale arménienne et commencent leurs premières incursions en Géorgie.
Les Byzantins ripostèrent mais en 654, le général byzantin Mavrianus fut défait et rejoignit l'Ibérie pour y trouver refuge, croyant que les envahisseurs n'iraient pas jusqu'à le chercher là. Mais c'est ce qu'ils firent et, avant même qu'une nouvelle bataille ait commencé, le pays offrit sa soumission.
Cette période d'occupation est appelée l'Araboba (géorgien : არაბობა) et se termina après la victoire du roi David IV contre l'Émirat de Tbilissi en 1122.
Par rapport à d’autres régions qui ont connu des conquêtes musulmanes, l'occupation arabe n’a pas beaucoup affecté la culture ni même la structure politique de la Géorgie, le peuple géorgien gardant sa foi chrétienne et les nobles leurs fiefs.
Cependant, les invasions répétées et les campagnes militaires menées par les Arabes ont dévasté la Géorgie à de nombreuses occasions et les califes ont conservé la suzeraineté sur une grande partie de la Géorgie et exercé une influence sur la dynamique du pouvoir interne pendant la majeure partie de la période.

## Référencement